# Kengo Hanazawa
Kengo Hanazawa (prefectura d'Aomori, Japó. 1974) és un dibuixant de còmics japonés. Després de treballar un temps d'ajudant, el 2004 va debutar a la revista Big Comic Spirits amb la història Ressentiment. De 2005 a 2008 publica el manga Boys on the ran, que el 2010 es va adaptar una pel·lícula d'imatge real i més tard, el 2012, es va convertir en sèrie de televisió. El 2012 va crear un llibre únic d'històries curtes anomenat Tokkaten on es poden llegir fins a set històries diferents (Boketsu, Taikutsu na Tsuki, Johnny kara no Dengon, Round Girl, Nade-shiko, Chinpa y Jinsen Kaya no Soto (Kari) que van des del drama més absolut passant per una trama íntegrament esportiva.
El 2014 es va fer famós amb el seu manga I am a Hero, publicat a Espanya per Norma Editorial. Kengo Hanazawa va assistir al XX Saló del Manga de Barcelona. Akizakura és el títol de l'últim manga que Hanazawa ha publicat a les pàgines de la revista Mottol, de l'editorial Akita Shoten.

## Obres
- Ressentiment (2004 - 2005, Big Comic Spirits, Shogakukan)
- Boys on the Run (2005 - 2008, Big Comic Spirits, Shogakukan)
- I Am a Hero (2009 - ongoing, Big Comic Spirits, Shogakukan)